# Potamogeton quinquenervius
Potamogeton quinquenervius là một loài thực vật có hoa trong họ Potamogetonaceae. Loài này được Hagstr. miêu tả khoa học đầu tiên năm 1916.